# ConceptDraw
ConceptDraw 8 PRO (コンセプトドロー８プロ)とは、ウクライナに本社を置くCS Odessaが開発、販売するビジネス向けのグラフィックスソフトウェアである。日本での販売はアップタウン株式会社が行なっている。

## 概要
ConceptDraw Officeシリーズの一つのアプリケーションである。
予め用意されている図形の部品やテンプレートを使い、ビジネス文章やプレゼンテーションの資料を作成出来る。フローチャート、ネットワーク図、電気電子図、フロアープランを作成出来る。部品には独自のスクリプトも搭載されている。WindowsとmacOSに対応している。